# Viz Media
VIZ Media LLC — американська компанія, видавець манґи та аніме. Розташовується в місті Сан-Франциско Каліфорнія. Компанія була сформована після злиття VIZ, LLC та ShoPro Entertainment. Співвласниками VIZ є японські видавничі компанії «Shogakukan» та «Shueisha», а також «Shogakukan Productions» (Shopro), підрозділ «Shogakukan».
Назва компанії походить від англ. «Visual» — візуальний, образотворчий.
Також Viz випускає журнал оглядів аніме і манґи — «Animerica», англійську версію сьонен-журналу «Shonen Jump» та власний сьодзьо-журнал «Shojo Beat», тиражем близько 35 000 екземплярів. Компанія видавала також декілька антологій («Animerica Extra» і антологія манґи для дорослих «Pulp»). Також в минулому виходив онлайн-журнал «J-pop.com».

## Історія
Сейджі Горібучі, родом з префектури Токусіми в Шику, Японія, Японія переїхала до Каліфорнії, США в 1975 році. Проживши в передмісті майже два роки, він переїхав до Сан -Франциско, де він розпочав бізнес, що експортує американські культурні предмети до Японії, і став письменник культурної інформації. Він також зацікавився публікацією японської манги у Сполучених Штатах, хоча сам він не був фанатом японських коміксів, поки не візит до Японії в 1985 році не піддав його одному заголовок Кацухіро Отомо: мрія дитини. Його ідея здійснилася після того, як він познайомився з Масахіро Оги, потім виконавчим директором Шогакукану, у 1985 році і поділився своїм баченням. Shogakukan надав Horibuchi 200 000 доларів у стартовому капіталі, який Horibuichi використовував у 1986 році для пошуку комунікацій.
Viz Communications випустив свої перші титули в 1987 році, до яких входив Легенда про Камуї, проте продажі були посередніми через те, що спеціаліст з комічного ринку протистояв нової території. Щоб протидіяти цій проблемі, саме в 1992 році розширився в загальному видавничому бізнесі і почав публікувати різні книги, пов’язані з мистецтвом. У цих назвах Горібучі почав публікувати мангу, називаючи їх графічними романами, щоб їх носили мейнстрім книгарні. План спрацював, і через кілька років провідні продавці книг почали присвятити полиці для титулів манги. Продажі також зібралися, коли Viz Communications придбав ліцензію на комедійний серіал Ranma ½, яка стала миттєвим хітом.
Компанія продовжувала бачити успіх, коли вона розширилася на ринку дистрибуції аніме, почала публікувати Shonen Jump, англійську адаптацію популярного японського журналу Weekly Shōnen Jump. Він також придбав ще одну величезну назву продажу, Inuyasha. Наприкінці 1990 -х років, а саме почав робити поштовх на ринки європейських та південноамериканських.

## Журнали Viz Media
- Animerica (закритий) — щомісячний журнал з оглядами аніме і манґи, переважно тої, що випускала Viz Media. Перший номер вийшов в листопаді 1992 року, а в квітні 2005 року було оголошено, що Animerica більше не видаватиметься на регулярній основі. З тих пір одну версію журналу, із зменшеною кількістю сторінок, можна безкоштовно отримати на аніме-фестивалях, а інша публікується раз на квартал і так само безкоштовно роздається в книжкових магазинах «Borders» та «Waldenbooks».[7] Підписка недоступна. Останній звичайний номер вийшов в червні 2005 року.
- Animerica Extra (закритий) — щомісячний журнал, сьодзьо-манґи. Виходив з Північній Америці з 1998 по 2004 рік. Там друкувалися такі манґи, як «Banana Fish», «Fushigi Yuugi», «Marionette Generation», «Revolutionary Girl Utena», «Short Program», « Steam Detectives», «Video Girl Ai» та «X/1999».
- Game On! USA (закритий)
- Manga Vizion (закритий)
- Pulp (закритий) — щомісячний журнал з манґою для дорослих, включає такі манги, як «Uzumaki», «Cinderalla», «Banana Fish», «Bakune Young», «Tekkonkinkreet», «Dance Till Tomorrow», «Heartbroken Angels» та «Voyeur». Він випускався з 1997 по 2002 рік.
- Shojo Beat
- Shonen Jump USA

## Манґа
| - 20th Century Boys - 666 Satan - Aishiteruze Baby - Angel Sanctuary - Basara - Bastard!! - Battle Angel Alita - Battle Angel Alita: Last Order - Beyblade - Bleach - Black Cat - Blood: The Last Vampire - Blue Dragon - Buso Renkin - Case Closed - The Cat Returns - Ceres, Celestial Legend - Crying Freeman - D.Gray-man - Death Note - Descendants of Darkness - Di Gi Charat - Dragon Ball - El-Hazard - Excel Saga - Full Moon o Sagashite - Fullmetal Alchemist - Fushigi Yuugi - Gintama - Gundam |  | - Hana-Kimi - Here is Greenwood - Hikaru no Go - Honey and Clover - Hot Gimmick - Imadoki! - Inuyasha - JoJo's Bizarre Adventure - Kare First Love - Lovely Complex - Medabots - Mermaid Saga - Midori Days - Mobile Suit Gundam Wing - Monster - NANA - Naruto - Natsume's book of friends - Nausicaä of the Valley of the Wind - Neon Genesis Evangelion - One Piece - Ouran High School Host Club - Please Save My Earth - Pokémon Adventures - RahXephon - Ranma ½ - Read or Die - Revolutionary Girl Utena - Rurouni Kenshin - Saikano - Saint Seiya - Shaman King |  | - Silent Möbius - Skip Beat! - Shakugan no Shana - Spriggan - Steam Detectives - Steamboy - Strawberry 100% - Tenchi Muyo! - Urusei Yatsura - Uzumaki - Vagabond - Vampire Knight - Video Girl Ai - Wolf's Rain - X - Yakitate!! Japan - Yu-Gi-Oh! - YuYu Hakusho - Zatch Bell! - Zoids - Zombie Powder - Oyasumi Punpun |